# تیراندازی در المپیک تابستانی ۲۰۲۴ – تفنگ بادی ۱۰ متر زنان
تفنگ بادی ۱۰ متر زنان یکی از رویدادهای تیراندازی در المپیک تابستانی ۲۰۲۴ است که از ۲۸ تا ۲۹ ژوئیه ۲۰۲۴ در پاریس انجام شده است.

## تقویم مسابقات
تمامی زمان‌ها براساس ساعت تابستانی اروپای مرکزی (یوتی‌سی ۲:۰۰+)
| تاریخ                 | زمان  | مرحله   |
| --------------------- | ----- | ------- |
| یکشنبه، ۲۸ ژوئیه ۲۰۲۴ | ۰۹:۱۵ | مقدماتی |
| دوشنبه، ۲۹ ژوئیه ۲۰۲۴ | ۰۹:۳۰ | فینال   |

## نتایج

### مقدماتی
| رتبه  | ورزشکار                   | کشور                 | 1             | 2             | 3             | 4             | 5             | 6             | مجموع         | توضیحات       |
| ----- | ------------------------- | -------------------- | ------------- | ------------- | ------------- | ------------- | ------------- | ------------- | ------------- | ------------- |
| ۱     | بان هیو جین               | کره جنوبی            | ۱۰۶٫۲         | ۱۰۵٫۷         | ۱۰۴٫۸         | ۱۰۶٫۶         | ۱۰۵٫۹         | ۱۰۵٫۳         | ۶۳۴٫۵         | Q OR          |
| ۲     | Jeanette Hegg Duestad     | نروژ                 | ۱۰۶٫۴         | ۱۰۶٫۴         | ۱۰۶٫۰         | ۱۰۳٫۶         | ۱۰۵٫۲         | ۱۰۵٫۶         | ۶۳۳٫۲         | Q             |
| ۳     | اودری گونیا               | سوئیس                | ۱۰۴٫۶         | ۱۰۵٫۲         | ۱۰۵٫۲         | ۱۰۵٫۳         | ۱۰۶٫۰         | ۱۰۶٫۳         | ۶۳۲٫۶         | Q             |
| ۴     | هوانگ یوتینگ              | چین                  | ۱۰۴٫۵         | ۱۰۶٫۱         | ۱۰۴٫۶         | ۱۰۵٫۳         | ۱۰۶٫۰         | ۱۰۶٫۱         | ۶۳۲٫۶         | Q             |
| ۵     | Ramita Jindal             | هند                  | ۱۰۴٫۳         | ۱۰۶٫۰         | ۱۰۴٫۹         | ۱۰۵٫۳         | ۱۰۵٫۳         | ۱۰۵٫۷         | ۶۳۱٫۵         | Q             |
| ۶     | الکساندرا له              | قزاقستان             | ۱۰۴٫۳         | ۱۰۶٫۲         | ۱۰۶٫۰         | ۱۰۳٫۸         | ۱۰۵٫۵         | ۱۰۵٫۶         | ۶۳۱٫۴         | Q             |
| ۷     | سیجن مدلین                | ایالات متحده آمریکا  | ۱۰۴٫۸         | ۱۰۴٫۲         | ۱۰۵٫۷         | ۱۰۵٫۸         | ۱۰۵٫۳         | ۱۰۵٫۶         | ۶۳۱٫۴         | Q             |
| ۸     | اوشن مولر                 | فرانسه               | ۱۰۶٫۱         | ۱۰۵٫۱         | ۱۰۵٫۹         | ۱۰۵٫۰         | ۱۰۵٫۴         | ۱۰۳٫۸         | ۶۳۱٫۳         | Q             |
| ۹     | کوم جی هیون               | کره جنوبی            | ۱۰۵٫۱         | ۱۰۴٫۷         | ۱۰۵٫۲         | ۱۰۵٫۹         | ۱۰۵٫۲         | ۱۰۴٫۸         | ۶۳۰٫۹         |               |
| ۱۰    | الاونیل والاریوان         | هند                  | ۱۰۵٫۸         | ۱۰۶٫۱         | ۱۰۴٫۴         | ۱۰۵٫۳         | ۱۰۵٫۳         | ۱۰۳٫۸         | ۶۳۰٫۷         |               |
| ۱۱    | شرمینه چهل امیرانی        | ایران                | ۱۰۴٫۱         | ۱۰۵٫۹         | ۱۰۴٫۴         | ۱۰۶٫۱         | ۱۰۵٫۹         | ۱۰۳٫۶         | ۶۳۰٫۰         |               |
| ۱۲    | Misaki Nobata             | ژاپن                 | ۱۰۴٫۰         | ۱۰۴٫۲         | ۱۰۴٫۸         | ۱۰۵٫۶         | ۱۰۵٫۱         | ۱۰۶٫۲         | ۶۲۹٫۹         |               |
| ۱۳    | Julia Piotrowska          | لهستان               | ۱۰۵٫۸         | ۱۰۴٫۴         | ۱۰۳٫۹         | ۱۰۵٫۱         | ۱۰۴٫۷         | ۱۰۵٫۴         | ۶۲۹٫۳         |               |
| ۱۴    | Synnøve Berg              | نروژ                 | ۱۰۴٫۸         | ۱۰۵٫۱         | ۱۰۴٫۱         | ۱۰۵٫۶         | ۱۰۵٫۴         | ۱۰۴٫۲         | ۶۲۹٫۲         |               |
| ۱۵    | استر میساروش              | مجارستان             | ۱۰۵٫۷         | ۱۰۵٫۰         | ۱۰۵٫۸         | ۱۰۳٫۱         | ۱۰۴٫۲         | ۱۰۴٫۸         | ۶۲۸٫۶         |               |
| ۱۶    | هان جیایو                 | چین                  | ۱۰۴٫۳         | ۱۰۶٫۰         | ۱۰۳٫۲         | ۱۰۴٫۹         | ۱۰۵٫۲         | ۱۰۴٫۵         | ۶۲۸٫۱         |               |
| ۱۷    | Arina Altukhova           | قزاقستان             | ۱۰۴٫۶         | ۱۰۵٫۰         | ۱۰۴٫۳         | ۱۰۴٫۹         | ۱۰۳٫۸         | ۱۰۵٫۱         | ۶۲۷٫۷         |               |
| ۱۸    | Yesugen Oyunbat           | مغولستان             | ۱۰۴٫۴         | ۱۰۲٫۹         | ۱۰۶٫۵         | ۱۰۳٫۸         | ۱۰۶٫۱         | ۱۰۳٫۹         | ۶۲۷٫۶         |               |
| ۱۹    | Anna Janssen              | آلمان                | ۱۰۲٫۴         | ۱۰۵٫۱         | ۱۰۳٫۱         | ۱۰۵٫۶         | ۱۰۶٫۶         | ۱۰۴٫۷         | ۶۲۷٫۵         |               |
| ۲۰    | Goretti Zumaya            | مکزیک                | ۱۰۴٫۱         | ۱۰۴٫۵         | ۱۰۵٫۶         | ۱۰۴٫۷         | ۱۰۳٫۶         | ۱۰۴٫۹         | ۶۲۷٫۴         |               |
| ۲۱    | آنتا استانکیویچ           | لهستان               | ۱۰۴٫۷         | ۱۰۴٫۷         | ۱۰۵٫۵         | ۱۰۴٫۳         | ۱۰۴٫۳         | ۱۰۳٫۹         | ۶۲۷٫۴         |               |
| ۲۲    | Rikke Ibsen               | دانمارک              | ۱۰۴٫۱         | ۱۰۵٫۵         | ۱۰۵٫۰         | ۱۰۴٫۰         | ۱۰۳٫۹         | ۱۰۴٫۸         | ۶۲۷٫۳         |               |
| ۲۳    | نینا کریستن               | سوئیس                | ۱۰۲٫۷         | ۱۰۵٫۶         | ۱۰۵٫۸         | ۱۰۴٫۳         | ۱۰۴٫۷         | ۱۰۴٫۰         | ۶۲۷٫۱         |               |
| ۲۴    | Barbara Gambaro           | ایتالیا              | ۱۰۵٫۸         | ۱۰۲٫۰         | ۱۰۵٫۸         | ۱۰۳٫۶         | ۱۰۴٫۲         | ۱۰۵٫۴         | ۶۲۶٫۸         |               |
| ۲۵    | Lisa Müller               | آلمان                | ۱۰۴٫۴         | ۱۰۳٫۶         | ۱۰۵٫۰         | ۱۰۳٫۳         | ۱۰۵٫۹         | ۱۰۴٫۳         | ۶۲۶٫۵         |               |
| ۲۶    | فاطمه امینی               | ایران                | ۱۰۳٫۷         | ۱۰۴٫۷         | ۱۰۴٫۴         | ۱۰۳٫۶         | ۱۰۴٫۷         | ۱۰۵٫۱         | ۶۲۶٫۲         |               |
| ۲۷    | استفانی گروندسو           | دانمارک              | ۱۰۳٫۴         | ۱۰۵٫۴         | ۱۰۴٫۱         | ۱۰۴٫۴         | ۱۰۴٫۸         | ۱۰۴٫۱         | ۶۲۶٫۲         |               |
| ۲۸    | Nadine Ungerank           | اتریش                | ۱۰۳٫۴         | ۱۰۶٫۲         | ۱۰۴٫۳         | ۱۰۵٫۷         | ۱۰۴٫۶         | ۱۰۱٫۹         | ۶۲۶٫۱         |               |
| ۲۹    | Remas Khalil              | مصر                  | ۱۰۵٫۱         | ۱۰۲٫۷         | ۱۰۲٫۶         | ۱۰۴٫۹         | ۱۰۵٫۳         | ۱۰۴٫۹         | ۶۲۵٫۵         |               |
| ۳۰    | Fernanda Russo            | آرژانتین             | ۱۰۴٫۱         | ۱۰۵٫۲         | ۱۰۵٫۲         | ۱۰۴٫۰         | ۱۰۳٫۳         | ۱۰۳٫۶         | ۶۲۵٫۴         |               |
| ۳۱    | Anastasija Mojsovska      | مقدونیه شمالی        | ۱۰۴٫۵         | ۱۰۳٫۷         | ۱۰۴٫۳         | ۱۰۴٫۴         | ۱۰۴٫۰         | ۱۰۴٫۴         | ۶۲۵٫۳         |               |
| ۳۲    | مری تاکر                  | ایالات متحده آمریکا  | ۱۰۱٫۹         | ۱۰۳٫۵         | ۱۰۴٫۸         | ۱۰۵٫۴         | ۱۰۳٫۷         | ۱۰۵٫۹         | ۶۲۵٫۲         |               |
| ۳۳    | Manon Herbulot            | فرانسه               | ۱۰۴٫۲         | ۱۰۴٫۴         | ۱۰۴٫۴         | ۱۰۴٫۴         | ۱۰۴٫۷         | ۱۰۳٫۱         | ۶۲۵٫۲         |               |
| ۳۴    | Veronika Blažíčková       | جمهوری چک            | ۱۰۳٫۰         | ۱۰۵٫۳         | ۱۰۴٫۰         | ۱۰۴٫۴         | ۱۰۴٫۵         | ۱۰۳٫۹         | ۶۲۵٫۱         |               |
| ۳۵    | Mai Magdy Elsayed Abuqarn | مصر                  | ۱۰۴٫۳         | ۱۰۵٫۴         | ۱۰۳٫۵         | ۱۰۳٫۰         | ۱۰۴٫۰         | ۱۰۴٫۵         | ۶۲۴٫۷         |               |
| ۳۶    | Lisbet Hernández          | کوبا                 | ۱۰۳٫۲         | ۱۰۴٫۵         | ۱۰۴٫۳         | ۱۰۴٫۲         | ۱۰۴٫۳         | ۱۰۴٫۲         | ۶۲۴٫۷         |               |
| ۳۷    | سئونید مک‌اینتاش           | بریتانیای کبیر       | ۱۰۳٫۷         | ۱۰۳٫۸         | ۱۰۴٫۷         | ۱۰۳٫۹         | ۱۰۴٫۷         | ۱۰۳٫۷         | ۶۲۴٫۵         |               |
| ۳۸    | Geovana Meyer             | برزیل                | ۱۰۳٫۵         | ۱۰۵٫۲         | ۱۰۳٫۹         | ۱۰۵٫۴         | ۱۰۴٫۰         | ۱۰۱٫۵         | ۶۲۳٫۵         |               |
| ۳۹    | Yarimar Mercado           | پورتوریکو            | ۱۰۳٫۲         | ۱۰۲٫۶         | ۱۰۳٫۸         | ۱۰۴٫۱         | ۱۰۲٫۸         | ۱۰۵٫۵         | ۶۲۲٫۰         |               |
| ۴۰    | Le Thi Mong Tuyen         | ویتنام               | ۱۰۲٫۶         | ۱۰۳٫۹         | ۱۰۲٫۷         | ۱۰۳٫۴         | ۱۰۳٫۶         | ۱۰۴٫۹         | ۶۲۱٫۱         |               |
| ۴۱    | Mariel Jose López Pavón   | نیکاراگوئه           | ۱۰۳٫۴         | ۱۰۳٫۱         | ۱۰۲٫۴         | ۱۰۳٫۵         | ۱۰۴٫۰         | ۱۰۱٫۱         | ۶۱۷٫۵         |               |
| ۴۲    | Sushmita Nepal            | نپال                 | ۱۰۴٫۵         | ۱۰۱٫۷         | ۱۰۰٫۷         | ۹۹٫۹          | ۱۰۲٫۲         | ۹۸٫۸          | ۶۰۷٫۸         |               |
| ۴۳    | Luna Solomon              | تیم پناهندگان المپیک | ۹۹٫۹          | ۱۰۱٫۱         | ۹۸٫۳          | ۹۹٫۹          | ۱۰۱٫۴         | ۱۰۰٫۶         | ۶۰۱٫۲         |               |
|       | هدی شعبی                  | الجزایر              | Did not start | Did not start | Did not start | Did not start | Did not start | Did not start | Did not start | Did not start |
| منبع: |                           |                      |               |               |               |               |               |               |               |               |

### فینال
| رتبه  | ورزشکار               | کشور                | ۵    | 10    | 12    | 14    | 16    | 18    | 20    | 22    | 24    | مجموع        | یادداشت‌ها      |
| ----- | --------------------- | ------------------- | ---- | ----- | ----- | ----- | ----- | ----- | ----- | ----- | ----- | ------------ | -------------- |
| 1     | بان هیو جین           | کره جنوبی           | ۵۲٫۸ | ۱۰۴٫۸ | ۱۲۵٫۶ | ۱۴۷٫۱ | ۱۶۸٫۷ | ۱۹۰٫۰ | ۲۱۱٫۰ | ۲۳۲٫۳ | ۲۵۱٫۸ | ۲۵۱٫۸(+۱۰٫۴) | EOR + SO: 10.4 |
| 2     | هوانگ یوتینگ          | چین                 | ۵۳٫۰ | ۱۰۵٫۵ | ۱۲۶٫۵ | ۱۴۷٫۶ | ۱۶۸٫۶ | ۱۸۹٫۸ | ۲۱۰٫۹ | ۲۳۱٫۰ | ۲۵۱٫۸ | ۲۵۱٫۸(+۱۰٫۳) | EOR + SO: 10.3 |
| 3     | اودری گونیا           | سوئیس               | ۵۲٫۹ | ۱۰۴٫۶ | ۱۲۵٫۳ | ۱۴۶٫۴ | ۱۶۷٫۶ | ۱۸۸٫۵ | ۲۰۹٫۱ | ۲۳۰٫۳ |       | ۲۳۰٫۳        |                |
| ۴     | سیجن مدلین            | ایالات متحده آمریکا | ۵۲٫۳ | ۱۰۴٫۳ | ۱۲۴٫۷ | ۱۴۵٫۹ | ۱۶۷٫۱ | ۱۸۷٫۵ | ۲۰۷٫۷ |       |       | ۲۰۷٫۷        |                |
| ۵     | اوشن مولر             | فرانسه              | ۵۱٫۵ | ۱۰۴٫۴ | ۱۲۵٫۰ | ۱۴۵٫۳ | ۱۶۶٫۰ | ۱۸۷٫۱ |       |       |       | ۱۸۷٫۱        |                |
| ۶     | الکساندرا له          | قزاقستان            | ۵۲٫۰ | ۱۰۴٫۱ | ۱۲۵٫۲ | ۱۴۵٫۴ | ۱۶۵٫۴ |       |       |       |       | ۱۶۵٫۴        |                |
| ۷     | Ramita Jindal         | هند                 | ۵۲٫۵ | ۱۰۴٫۰ | ۱۲۴٫۹ | ۱۴۵٫۳ |       |       |       |       |       | ۱۴۵٫۳        | SO             |
| ۸     | Jeanette Hegg Duestad | نروژ                | ۵۰٫۵ | ۱۰۳٫۶ | ۱۲۴٫۱ |       |       |       |       |       |       | ۱۲۴٫۱        | -              |
| منبع: |                       |                     |      |       |       |       |       |       |       |       |       |              |                |